# Haladás és szegénység
Haladás és szegénység:  A termelési válságok és a növekvő vagyonnal együtt növő szegénység okának kutatása. Ezek gyógyszere (angolul: Progress and Poverty: An Inquiry into the Cause of Industrial Depressions and of Increase of Want with Increase of Wealth: The Remedy) Henry George társadalomtudós és közgazdász könyve, amely 1879-ben jelent meg. A könyv azt a kérdést vizsgálja, hogy miért kíséri a szegénység a gazdasági. és a technológiai haladást, illetve miért szoktak a gazdaságok ciklikusan fellendülni és összeomlani. George a történelem és a deduktív logika segítségével érvel egy radikális megoldás mellett, amely a természeti erőforrásokból és a területbirtoklásbóll származó gazdasági járadék visszanyerésére összpontosít.
A könyv több millió példányban kelt el, így az 1800-as évek végén az egyik legtöbbet eladott könyvvé vált. Segített a progresszív era és a ma „georgizmus” néven ismert ideológia körüli világméretű társadalmi reformmozgalom megszületésében.